# Bernard Kroger

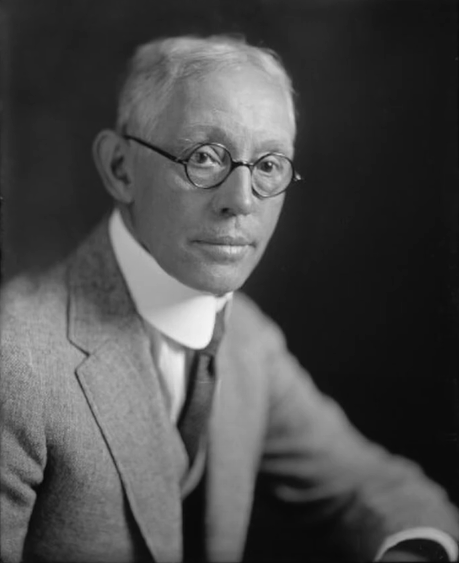
Bernard Kroger

Bernard Heinrich „Barney Henry“ Kroger [bərˈnɑrd ˈkroʊɡər] (* 24. Januar 1860 in Cincinnati, Ohio; † 21. Juli 1938 in Cape Cod, Massachusetts) war ein US-amerikanischer Geschäftsmann und Unternehmer, der 1883 die Lebensmittel-Supermarktkette Kroger gründete.

## Werdegang
Bernard Henry Kroger, Sohn von Mary Gertrude Schlebbe (1831–1918) und John Henry Kroger (1815–1880), beide deutsche Einwanderer, wurde ungefähr ein Jahr vor dem Ausbruch des Bürgerkrieges in Cincinnati geboren. Sein Vater stammte aus Addrup bzw. dem benachbarten Lüsche im Großherzogtum Oldenburg und seine Mutter aus Elve. Er war das fünfte von zehn Kindern. Die Familie lebte über einem Kurzwarenladen, der den Krogers gehörte. Bernard Kroger war im Alter von 13 Jahren gezwungen, arbeiten zu gehen, um die Familie zu unterstützen. Er kündigte seinen ersten Job in einer Drogerie, da seine katholische Mutter gegen seine Arbeit an den Sonntagen war. Danach arbeitete er als Landarbeiter in der Nähe von Pleasant Plain. In dieser Zeit erkrankte er an Malaria und kam schließlich nach Hause zurück. Kroger begann dann als Drücker für die Great Northern and Pacific Tea Company zu arbeiten, später dann für die Imperial Tea Company. Das Geschäft lief aber nicht gut. Zwei Eigentümer machten daher Kroger zum Manager. Als sich dann aber die Besitzer weigerten, Kroger zum Geschäftspartner zu machen, nahm er seine Ersparnisse von etwa 372 Dollar (etwa 8.350 Dollar im Jahr 2010) und eröffnete, mit dem irischen Einwanderer B.A. Branagan, sein eigenes Lebensmittelgeschäft in Cincinnati. Krogers Unternehmen, The Great Western Tea Company, bestand trotz zahlreicher Anfangsschwierigkeiten und Katastrophen. Innerhalb von zwei Jahren eröffnete er Niederlassungen an vier verschiedenen Standorten. 1902 wurde das Unternehmen in Kroger Grocery and Baking Company umbenannt. Später wurde der Unternehmensname aber zu Kroger gekürzt. Ende der 1920er Jahre hatte er über 5500 Filialen eröffnet. Es wird angenommen, dass er für die Einführung der kostengünstigen Lebensmittelhandelskettenmodelle verantwortlich war, welche bis heute fortbestehen. Kroger war auch an der Gründung der Provident Bank verantwortlich. Er verkaufte aber seine Anteile an der Bank 1928 kurz vor dem Wall-Street-Crash von 1929. Während einer Bankenkrise im Jahr 1933 stellte er 15 Millionen Dollar von seinen Ersparnissen der Bank zur Verfügung, um deren Kreditwürdigkeit zu demonstrieren und eine Krise vor Ort abzuwenden. Kroger war auch an vielen gemeinnützigen Projekten beteiligt, darunter die Eröffnung von Parks, Spenden an Zoos und medizinischer Forschung. Er verstarb im Alter von 78 Jahren an den Folgen eines Herzinfarkts in Cape Cod und wurde auf dem Spring Grove Cemetery in Cincinnati beigesetzt.

## Rezeption und Selbstbild
In einem Artikel, der im Jahr seines Todes erschien, betonte die Cincinnati Freie Presse, dass Kroger „von deutschen Eltern abstammte“ und „als Geschäftsmann und Mensch hoch geschätzt“ war. Kroger genoss in der deutsch-amerikanischen Gemeinschaft von Cincinnati besondere Anerkennung. Für viele war Kroger in einer Zeit der wirtschaftlichen Depression ein Symbol für den selbst geschaffenen amerikanischen Wohlstand, und er diente als Vorbild für andere deutsche Einwanderer der zweiten und dritten Generation in Cincinnati. Kroger selbst strebte jedoch nach Assimilation und verbarg sogar seine eigenen ethnischen Wurzeln. Er änderte seine Vornamen Bernard Heinrich zu Barney Henry, als sein Geschäft über das bekannte deutsche Viertel „Over-the Rhine“ in Cincinnati hinauswuchs, und regionale und nationale Märkte erschlossen wurden.

## Familie
Bernard Henry Kroger heiratete Mary Emily Jansen (1867–1899), Tochter von Frances (1841–1908) und Frederick William Jansen (1834–1909). Das Paar bekam mindestens sechs Kinder: Raymond W. (1887–1900), Gertrude (1888–1978), Lucile (1889–1932), Bernard Henry junior (1891–1933), Helen (1893–1968) und Chester Frederick (1896–1949).

## Belege
1. ↑  Mary Gertrude Schlebbe Kroger in der Datenbank Find a Grave, abgerufen am 2. April 2015.
2. ↑  John Henry Kroger in der Datenbank Find a Grave, abgerufen am 2. April 2015.
3. ↑  Interview von B. H. Kroger mit einem ungenannten Reporter (1936), Cincinnati History Library and Archives, Mss VF 4442 (Digitalisat)
4. ↑  Clifford Neal Smith: Early Nineteenth-century German Settlers in Ohio (mainly Cincinnati and Environs), Kentucky, and Other States, 2009, S. 18 (Google Books)
5. 1 2 3  Zachary Garrison: Bernard Heinrich Kroger. In: Immigrant Entrepreneurship. University of Cincinnati, abgerufen am 10. November 2023 (amerikanisches Englisch, Garrison konnte auf Nachfrage keine Quelle für die Behauptung finden, dass der Vater aus dem Königreich Hannover stammte).
6. ↑  B.H. Kroger Dies, The New York Times, 22. Juli 1938
7. ↑  Mary Emily Jansen Kroger in der Datenbank Find a Grave, abgerufen am 2. April 2015.
8. ↑  Raymond W. Kroger in der Datenbank Find a Grave, abgerufen am 2. April 2015.
9. ↑  Gertrude Kroger Pettengill in der Datenbank Find a Grave, abgerufen am 2. April 2015.
10. ↑  Lucile Kroger Berne in der Datenbank Find a Grave, abgerufen am 2. April 2015.
11. ↑  Bernard Henry Kroger, Jr. in der Datenbank Find a Grave, abgerufen am 1. April 2015.
12. ↑  Helen Kroger Homan in der Datenbank Find a Grave, abgerufen am 2. April 2015.
13. ↑  Chester Frederick Kroger in der Datenbank Find a Grave, abgerufen am 2. April 2015.

| Personendaten    | Personendaten                                   |
| ---------------- | ----------------------------------------------- |
| NAME             | Kroger, Bernard                                 |
| ALTERNATIVNAMEN  | Kroger, Bernard Henry                           |
| KURZBESCHREIBUNG | US-amerikanischer Geschäftsmann und Unternehmer |
| GEBURTSDATUM     | 24. Januar 1860                                 |
| GEBURTSORT       | Cincinnati, Ohio                                |
| STERBEDATUM      | 21. Juli 1938                                   |
| STERBEORT        | Cape Cod, Massachusetts                         |